# میانکوه (خوزستان)
میانکوه شهری است در استان خوزستان. این شهر در بخش مرکزی از توابع شهرستان امیدیه قرار گرفته است.